# Formigal
Formigal, officiellt Aramón Formigal, är en vintersportort i Aragonska Pyrenéerna i nordöstra Spanien, belägen nära staden Sallent de Gallego i övre Tenadalen i provinsen Huesca. Juniorvärldsmästerskapen i alpin skidsport 2008 avgjordes här.

### Fotnoter
1. ↑  ”Results FIS Alpine Junior World Ski Championships” (på engelska). FIS. 23 februari-1 mars 2008. http://data.fis-ski.com/alpine-skiing/results.html?place_search=&seasoncode_search=2008&sector_search=AL&date_search=&gender_search=&category_search=WJC&codex_search=&nation_search=&disciplinecode_search=&date_from=today&search=Search&limit=50. Läst 11 februari 2014.